# Wierzchnica (gleboznawstwo)
Wierzchnica – warstwa czynna nadkładu złóż torfu, składająca się z torfu lub murszu lub gleby torfiastej.